# مستشفى الأمل للتأهيل
مستشفى الأمل للتأهيل مستشفى أهلي في مدينة نابلس، في الضفة الغربية، تأسس في البداية كمركز للتأهيل سنة 1991، وتطور إلى مستشفى بداية عام 2018. يعتبر الأول في نوعه في العلاج التأهيلي المتخصص في محافظات شمال الضفة الغربية، تبلغ قدرته السريرية 10 أسرة في المرحلة الأولى.

## الخدمات
يقدم المستشفى خدماته من خلال أقسامه المختلفة، وهي: المبيت، العلاج الطبيعي، العلاج الوظيفي، علاج السمع والنطق، الأطراف الصناعية، العيادات الخارجية، الدعم النفسي والاجتماعي، الأشعة، الصيدلية، المختبر، إضافة إلى خدمات برامج إصابات الملاعب، والرعاية المنزلية لمرضى التأهيل.